# Kromoglicinska kiselina
Kromoglicinska kiselina (INN) (cromolyn (USAN), cromoglycate (bivši BAN), ili kromoglikat) je stabilizator mastocita. U prodaji je kao natrijumova so, natrijum kromoglikat ili kromolin natrijum. Ovaj lek sprečava otpuštanje inflamatornih hemikalija, kao što je histamin, iz mastocita.
Leukotrienski antagonisti su u znatnoj meri zamenili ovaj lek, kao preferentni nekortikosteroidni tretmant za tretiranje astme. Kromoglicinsku keselinu je neophodno administrirati četiri puta dnevno, i ona nema dodatnih prednosti u kombinaciji sa kortikosteroidima unetim putem inhalacije.